# Falling in love
Falling in love er debutalbummet fra det færørske poprockband Paradox. Det udkom den 24. januar 2006, og blev gruppens eneste album, inden den blev opløst efter Heini Gilstón Corfitz Andersen forlod den for at blive en del af The Dreams.

## Den Nye By
1. "The Innocence of Childhood"
2. "Lost My Pride"
3. "Inside of Me"
4. "I'm In Love"
5. "Can't Forget"
6. "My Own Words"
7. "Control"
8. "Tonight"
9. "New Day"
10. "The Empty Blues Jam"

## Medvirkende
- Heini Gilstón Corfitz Andersen (kaldet Corfitz) – guitar og vokal
- Búgvi Jónleifson Magnussen – trommer og percussion
- Andreas Tykjær Restorff – bas